# John Foster Dulles
John Foster Dulles (Washington, 25 febbraio 1888 – Washington, 24 maggio 1959) è stato un politico, avvocato e finanziere statunitense.
Rappresentante delle correnti più conservatrici e anticomuniste del Partito Repubblicano statunitense, divenne segretario di Stato nella presidenza Eisenhower e promosse una politica di rigido contrasto del comunismo sovietico. In particolare fu il teorico delle nuove strategie aggressive del Rollback ("ributtare indietro" anche militarmente l'influenza comunista nel mondo) e della "rappresaglia massiccia" nucleare in caso di complicazioni belliche provocate dall'Unione Sovietica.
Suo figlio fu il cardinale Avery Dulles, mentre suo fratello minore, Allen Dulles, fu direttore della CIA.

## Biografia
Nel maggio 1933 a Berlino firmò insieme a Hjalmar Schacht, ministro dell'economia di Adolf Hitler, un accordo per coordinare gli scambi economici tra Germania e Stati Uniti. Dulles fu segretario di Stato dal 1953 al 1959, durante la presidenza di Eisenhower.
Sostenne la necessità di aiutare la Francia nella guerra contro i Viet Minh nell'Indocina francese (una posizione che nel decennio successivo portò al diretto coinvolgimento americano nella Guerra del Vietnam) e divenne famoso per essersi rifiutato di stringere la mano del primo ministro della Repubblica Popolare Cinese Zhou Enlai alla conferenza di Ginevra del 1954.
Durante la crisi di Dien Bien Phu, avrebbe proposto a Georges Bidault, Presidente del Consiglio francese, l'uso di armi atomiche tattiche contro il Vietnam (operazione Vautour). Al tempo della Guerra di Corea fu autore della strategia della catena di isole, per isolare dal mare il blocco comunista in Estremo Oriente.
Il 24 maggio 1959 morì a 71 anni a  causa di un tumore al colon per il quale fu operato diverse volte negli ultimi anni della sua vita. Fu sostituito da Christian A. Herter in qualità di segretario di Stato.

## Opere dedicate
Il principale aeroporto di Washington, a Chantilly (Virginia) è dedicato a lui.